# Strange Attractor
Strange Attractor es el séptimo álbum de estudio de la banda de synth pop alemana Alphaville, publicado el 7 de abril de 2017.

## Lista de canciones
| N.º | Título                    | Duración |  |
| 1.  | «Giants»                  | 3:27     |  |
| 2.  | «Marionettes With Halos»  | 4:20     |  |
| 3.  | «House Of Ghosts»         | 5:05     |  |
| 4.  | «Around The Universe»     | 3:58     |  |
| 5.  | «Enigma»                  | 5:59     |  |
| 6.  | «Mafia Island»            | 6:21     |  |
| 7.  | «A Handful Of Darkness»   | 7:48     |  |
| 8.  | «Sexyland»                | 3:50     |  |
| 9.  | «Rendezvoyeur»            | 4:14     |  |
| 10. | «Nevermore»               | 4:49     |  |
| 11. | «Fever!»                  | 3:45     |  |
| 12. | «Heartbreak City»         | 3:45     |  |
| 13. | «Beyond The Laughing Sky» | 5:39     |  |